# ستيفن ماكبرايد (لاعب كرة قدم)
ستيفن ماكبرايد (بالإنجليزية: Stephen McBride)‏ هو لاعب كرة قدم بريطاني في مركز ظهير ‏، ولد في 6 أبريل 1983 في بلفاست في المملكة المتحدة. لعب مع نادي بيليمينا يونايتد ونادي كروسيدرز.